# Талик (деревня)
Талик — деревня в составе Немского района Кировской области. 

## География
Находится на расстоянии примерно 16 километров по прямой на север-северо-запад от районного центра поселка Нема.

## История
Деревня известна с 1748 года, когда в ней было учтено 2 души мужского пола, в 1802 году 59 душ мужского пола. В 1873 году учтено дворов 32 и жителей 244, в 1905 39 и 240, в 1926 46 и 229, в 1950 19 и 53 соответственно, в 1989 34 жителя. До 2021 года входила в  Архангельское сельское поселение Немского района, ныне непосредственно в составе Немского района.

## Население
Постоянное население  составляло 14 человек (русские 100%) в 2002 году, 3 в 2010.